# Jan Martiník
Jan Martiník (* 11. května 1983 Ostrava) je český operní pěvec – basista.
Absolvoval Janáčkovu konzervatoř v Ostravě, další zkušenosti získával na mistrovských pěveckých kurzech Petera Dvorského v Jaroměřicích nad Rokytnou a na interpretačních kurzech v německém Laubachu.
Získal ceny na mezinárodních pěveckých soutěžích v Trnavě, Karlových Varech nebo ve Vídni. V roce 2005 vyhrál mezinárodní pěveckou soutěž v Montrealu a v roce 2009 zvítězil v písňové části soutěže BBC Cardiff Singer of the World.
První angažmá získal ještě během svého studia na konzervatoři v Národním divadle moravskoslezském v Ostravě, od roku 2008 je členem souboru Komické opery v Berlíně. Je stálým hostem Národního divadla v Praze, pohostinsky vystupoval také na operních scénách v Košicích nebo Erfurtu.